# Suisheng Zhao
Suisheng Zhao, en chino: 赵穗生; (China, 17 de septiembre de 1954) es profesor de política china y política exterior en la Escuela de Estudios Internacionales Josef Korbel de la Universidad de Denver.

## Biografía
Suisheng se licenció y realizó un master en economía en la Universidad de Pekín y posteriormente completó un segundo master en sociología en la Universidad de Misuri. Zhao obtuvo su doctorado en ciencias políticas por la Universidad de California en San Diego. Antes de llegar a la Universidad de Denver, Zhao fue profesor asociado de ciencias políticas en el Washington College y profesor asociado de política de Asia Oriental en el Colby College. 
Suisheng es director de la escuela del Centro para la Cooperación China-Estados Unidos, y es editor fundador y editor en jefe del multidisciplinario Journal of Contemporary China, y profesor de relaciones internacionales y política de la República Popular China en la Universidad de Denver.

## Publicaciones

### Monografías
- El dragón ruge: líderes transformacionales y dinámicas de la política exterior china (2023)[9]
- Un estado-nación por construcción: dinámica del nacionalismo chino moderno (2004)[10][11]
- Competencia de poder en el este de Asia: del antiguo orden mundial chino a la multipolaridad regional posterior a la Guerra Fría (1998, St. Martin's Press)
- Poder por diseño: elaboración de una constitución en la China nacionalista (1995)

### Volúmenes editados
- La elaboración de la política exterior de China en el siglo XXI: fuentes históricas, instituciones/actores y percepciones de las relaciones de poder (2018)[8]
- La ambición de gran poder de China bajo Xi Jinping: narrativas y fuerzas impulsoras (2021)[12][13]
- Alcance global de China: la iniciativa Belt and Road (BRI) y el Banco Asiático de Inversión en Infraestructura (AIIB), Volumen II (2020)
- La nueva estrategia global de China: la iniciativa Belt and Road (BRI) y el Banco Asiático de Inversión en Infraestructura (AIIB), Volumen I (2019)
- Autoritarismo chino en la era de la información: Internet, medios y opinión pública (2019)[14]
- Debate sobre la legitimidad del régimen en la China contemporánea: protestas populares y actuaciones del régimen (2018)
- China en África: motivos estratégicos e intereses económicos (2017)[15][16]
- Construcción del nacionalismo chino a principios del siglo XXI: fuentes internas e implicaciones internacionales (2014)[17]
- La búsqueda de China por la seguridad energética: fuentes internas e implicaciones internacionales (2014)[18][16]
- China y el regionalismo de Asia oriental: cooperación económica y de seguridad y desarrollo institucional (2012)[19]
- China y Estados Unidos: cooperación y competencia en el noreste de Asia (2008)[19]
- Relaciones entre China y Estados Unidos transformadas: perspectivas e interacciones estratégicas (2007)
- Debate de la reforma política en China: Estado de derecho versus democratización (2006, MESharpe)[12]
- Política exterior china: pragmatismo y comportamiento estratégico (2003, MESharpe)
- China y la democracia: reconsiderando las perspectivas de una China democrática (2000)[12]
- Al otro lado del estrecho de Taiwán: China continental, Taiwán y la crisis de 1995-1996 (1999)[20]

### Volúmenes co-editados
- Decision-making in Deng's China: Perspectives from Insiders (Estudios sobre la China contemporánea (ME Sharpe Paperback)) (2019)[21]
- Elecciones de base en China (2014)[12][22]
- En busca del modelo de desarrollo de China: más allá del consenso de Beijing (2011)

### Artículos
- "De patriotas afirmativos a asertivos: nacionalismo en la China de Xi Jinping". Washington Quarterly 44.4 (2021): 141-161.[12]
- "Repensar el orden mundial chino: el ciclo imperial y el ascenso de China". Revista de China Contemporánea 24.96 (2015): 961-982.
- "Implicaciones de política exterior del nacionalismo chino revisadas: el giro estridente". Revista de China Contemporánea 22.82 (2013): 535-553.
- "El modelo chino: ¿puede reemplazar el modelo occidental de modernización?." Revista de China Contemporánea 19.65 (2010): 419-436.
- "Búsqueda global de seguridad energética de China: cooperación y competencia en Asia-Pacífico". Revista de China Contemporánea 17.55 (2008): 207-227.
- "El nacionalismo pragmático de China: ¿es manejable? ." Washington Quarterly 29.1 (2005): 131-144.
- "El nacionalismo chino y sus orientaciones internacionales". Ciencia política trimestral 115.1 (2000): 1-33.
- "Un nacionalismo dirigido por el Estado: la campaña de educación patriótica en la China posterior a Tiananmen". Estudios comunistas y poscomunistas 31.3 (1998): 287-302.
- "La búsqueda de la grandeza nacional y la escritura nacionalista de los intelectuales chinos en la década de 1990". China Quarterly 152 (1997): 725-745.
- "La gira por el sur de Deng Xiaoping: política de élite en la China posterior a Tiananmen". Encuesta asiática 33.8 (1993): 739-756.[3]